# توروا ولا
توروا ولا (به لاتین: Turowa Wola) یک منطقهٔ مسکونی در لهستان است که در Gmina Kowiesy واقع شده‌است.